# 26508 Jimmylin
26508 Jimmylin este un asteroid din centura principală de asteroizi.

## Descriere
26508 Jimmylin este un asteroid din centura principală de asteroizi. A fost descoperit pe 2 februarie 2000 la Socorro, New Mexico, în cadrul proiectului LINEAR. Asteroidul prezintă o orbită caracterizată de o semiaxă mare de 2,39 ua, o excentricitate de 0,17 și o înclinație de 1,4° în raport cu ecliptica.